# Zemianske Podhradie
Zemianske Podhradie (in ungherese Nemesváralja) è un comune della Slovacchia facente parte del distretto di Nové Mesto nad Váhom, nella regione di Trenčín.
Ha dato i natali al bibliografo Ľudovít Vladimír Rizner (1849-1913).